# Stanisław Kutryb

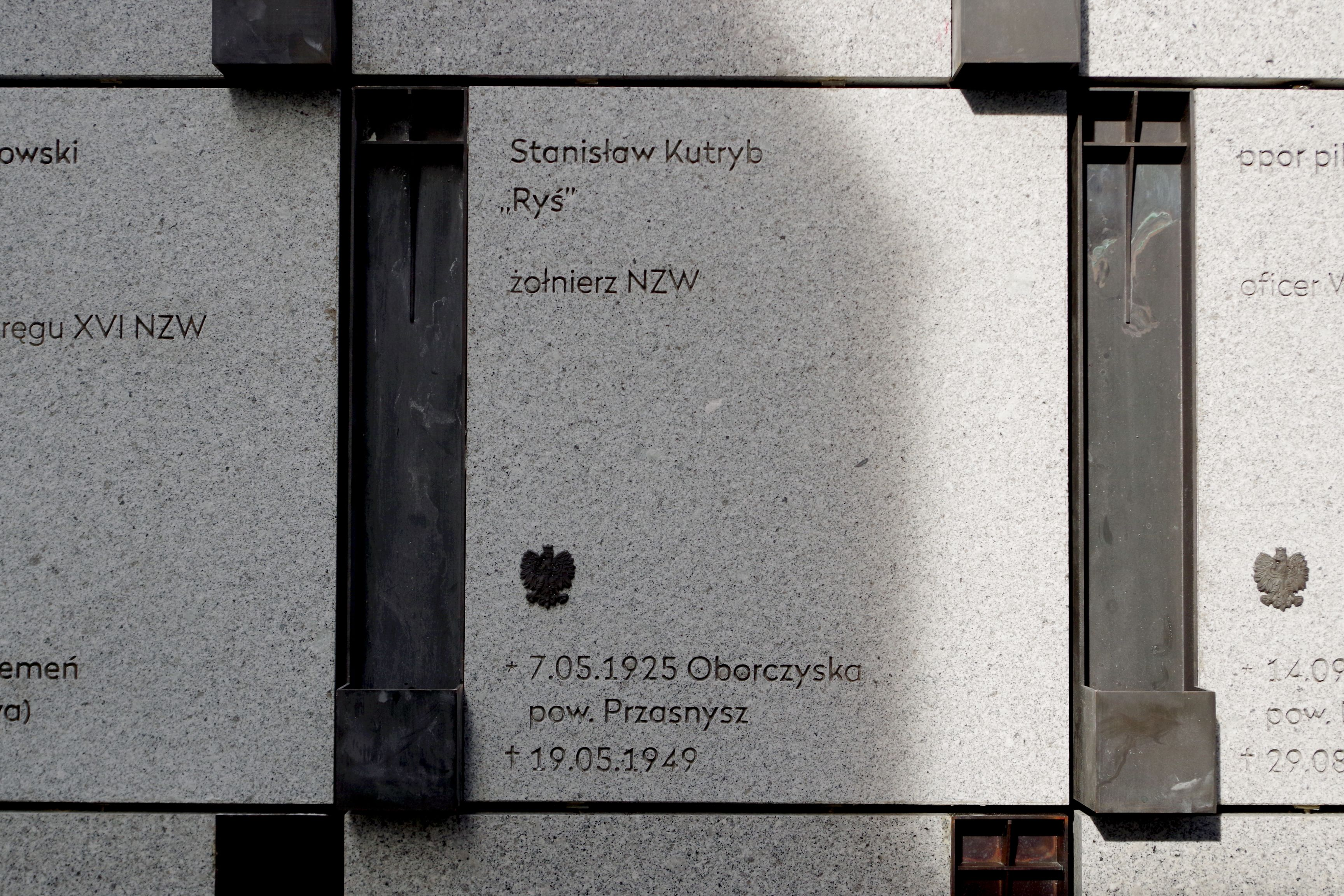
Grób Stanisława Kutryba ps. Ryś w Panteonie – Mauzoleum Wyklętych-Niezłomnych na Cmentarzu Wojskowym na Powązkach w Warszawie.

Stanisław Kutryb pseud. Ryś, Rekin (ur. 7 maja 1925 w Oborczyskach, zm. 19 maja 1949 w Warszawie) –  żołnierz Narodowego Zjednoczenia Wojskowego, skazany na śmierć przez władze stalinowskie PRL.

## Życiorys
Był synem Stanisława i Marii z domu Duszak. We wrześniu 1946 roku został powołany do ludowego Wojska Polskiego. Zaczął się ukrywać, a w dwa miesiące później dołączył do oddziału partyzanckiego PAS „XVI” Okręgu NZW dowodzonego przez Józefa Kozłowskiego „Lasa”. W styczniu 1947 roku został przydzielony do patrolu Bolesława Szyszki „Klona” działających w powiatach: ostrołęckim i przasnyskim. Pełnił również służbę ochronną przy sztabie „XVI” Okręgu NZW. Po reorganizacji okręgu, wprowadzonej przez Kozłowskiego wiosną i latem 1947 roku, został skierowany do patrolu PAS Komendy Powiatu NZW o kryptonimie „Orłowo”, dowodzonego przez Wacława Mówińskiego „Szczygła”. W lipcu 1948 roku Stanisław Kutryb przeszedł do patrolu komendy powiatowej „Płomień”. Ukrywał się wraz ze Stanisławem Bączkiem „Wiewiórką” w leśnym „bunkrze” na terenie gminy Baranowo. Obaj żołnierze, zdradzeni przez agenta o pseudonimie „Błyskawica”, zostali ujęci 3 października 1948 roku przez grupę operacyjną UB. 
Kutryb początkowo był przetrzymywany w areszcie Powiatowego Urzędu Bezpieczeństwa Publicznego w Przasnyszu, 14 grudnia 1948 roku został przewieziony do więzienia mokotowskiego w Warszawie. Po pokazowym procesie na sesji wyjazdowej w Przasnyszu 15 stycznia 1949 roku Wojskowy Sąd Rejonowy w Warszawie pod przewodnictwem kpt. Stanisława Wotoczka skazał go na karę śmierci. Najwyższy Sąd Wojskowy utrzymał wyrok w mocy, a Bolesław Bierut decyzją z dnia 13 maja 1949 roku nie skorzystał z prawa łaski. Wyrok wykonano 19 maja 1949 roku w więzieniu mokotowskim. Aresztowany wraz z nim Stanisław Bączek „Wiewiórka” został także skazany na karę śmierci i stracony w więzieniu mokotowskim w maju 1949 roku.
1 marca 2015 roku Instytut Pamięci Narodowej potwierdził, że wśród szczątków wydobytych w kwaterze „Ł” na warszawskich Powązkach Wojskowych zidentyfikowano szczątki Stanisława Kutryba.